# Aragvi
Aragvi (gruzínsky არაგვი) je řeka ve východní Gruzii. Je dlouhá 66 km. Povodí má rozlohu 2740 km².

## Průběh toku
Vzniká u vesnice Pasanauri soutokem Bílé (Mtiuleti) a Černé (Gudamaqvri) Aragvi, které pramení na jižních svazích Velkého Kavkazu.
Přibližně v polovině toku mezi Pasanauri a Mcchetou je u městečka Žinvali, v místě svého největšího a levého přítoku Pšavi Aragvi (gruzínsky ფშავის არაგვი – Pšavis Aragvi), přehrazena Žinvalskou přehradou. Pšavi Aragvi a její pravý přítok Chevsureti Aragvi (gruzínsky ხევსურეთის არაგვი – Chevsuretis Aragvi) jsou obě pojmenované podle historických provincií Pšavi a Chevsuretie (v překladu: Země údolí), kterými protékají.
Do Kury ústí zleva u města Mccheta.

## Vodní stav
Zdroj vody je smíšený.

## Využití
Využívá se na zavlažování. U městečka Žinvali byla v letech 1974 až 1974 vybudována Žinvalská přehradní nádrž s hydroelektrárnou. Dolinou řeky vede silnice gruzínské vojenské cesty.